# Luigi Corti

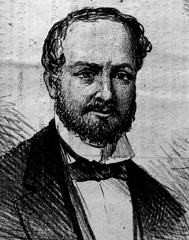
Luigi Graf Corti, Datierung unbekannt

Luigi Conte Corti (dt. auch: Luigi Graf Corti) (* 24. Oktober 1823 in Gambarana; † 18. Februar 1888 in Rom) war ein italienischer Diplomat und Politiker. Vom 26. März bis 23. Oktober 1878 war er im Kabinett Cairoli I Außenminister des Königreichs Italien.

## Leben

### Familie und Ausbildung
Corti wuchs zusammen mit seinem anderthalb Jahre älteren Bruder Alfonso in einer hochadligen Familie des Königreiches Sardinien auf. Nach dem Abschluss eines Mathematikstudiums an der Universität Pavia 1842 trat er zunächst als Volontär in den Diplomatischen Dienst seines Heimatlandes ein. Während des ersten Italienischen Unabhängigkeitskrieges 1848 meldete er sich freiwillig zur Artillerie Sardinien-Piemonts und wurde während des Feldzuges zum Leutnant ernannt.

### Diplomatische Karriere
Nach dem Ende des Krieges kehrte Corti noch 1848 in die Dienste des Außenministeriums zurück. 1850 wurde er als Legationssekretär nach London versetzt, wo er bis Ende 1863 blieb und in diesen Jahren zum Legationsrat befördert wurde. Den ersten Posten als Missionschef trat er im Januar 1864 als Ministerresident in Stockholm an, die nächsten Stationen waren – als Außerordentlicher und Bevollmächtigter Minister ab Januar 1867 Madrid, ab April 1869 Den Haag, ab Februar 1870 Washington, D.C. und ab August 1875 Konstantinopel. Hier wurde er im Januar 1877 zum „Außerordentlichen und bevollmächtigten Minister I. Klasse“ befördert, bevor er im Dezember 1885 nach London versetzt wurde. In seine Zeit in Konstantinopel fällt die Teilnahme an mehreren internationalen Konferenzen als Vertreter Italiens:
- Berliner Kongress 1878
- Konferenz über Montenegro in Konstantinopel 1880
- Konferenz über Griechenland in Konstantinopel 1881
- Konferenz über Ägypten in Konstantinopel 1882.[3]

Die Verhandlungen und der Abschluss des Mittelmeerabkommens im Februar 1887 waren die letzte bedeutende politisch-diplomatische Leistung Cortis, der im Oktober jenes Jahres infolge eines Regierungswechsels in Rom aus London zurückgerufen und in den Ruhestand versetzt wurde.

### Politische Ansichten und politische Karriere
Soweit sich Corti am politischen Leben Italiens beteiligte, was wegen seiner Auslandsaufenthalte nur selten geschah, vertrat er konservative Positionen in der Innenpolitik und riet zur Vorsicht in der Außenpolitik, da er um die Schwäche Italiens im Vergleich zu den anderen europäischen Großmächten wusste. Insbesondere verwies er auf die Notwendigkeit freundschaftlicher Beziehungen zu Österreich-Ungarn und zum Deutschen Reich, wenn Italien eine aktive Politik im Mittelmeerraum betreiben wolle. Er gehörte daher zu den Befürwortern des Dreibundes. Zu Beginn seiner Amtszeit als Außenminister wurde er zum Senator auf Lebenszeit ernannt. Seine vorsichtige auswärtige Politik führte nach seiner Rückkehr vom Berliner Kongress dazu, dass er auf den Straßen Roms von Irredentisten ausgepfiffen und angepöbelt wurde, die ihm vorwarfen, keine Kompensation für die Besetzung Bosniens und der Herzegowina durch Österreich erlangt zu haben. Da sein Regierungschef Francesco Crispi selbst der irredentistischen Richtung angehörte, erhielt er keine offizielle Unterstützung, woraufhin er die nächste Gelegenheit wahrnahm zurückzutreten und auf seinen Posten im Osmanischen Reich zurückzukehren.

## Ehrungen
In Rom, Chivasso und Livorno existiert je eine Via Luigi Corti zu seinem Andenken.